# Ze Noiz
Ze Noiz was een rockgroep uit Eeklo.

## Geschiedenis
In 1984 werd de groep opgericht door Frank Haelman (Zaman), Bart Van den Bossche, Hans De Cock en Frank Standaert. In 1986 nam het viertal voor een eerste keer deel aan Humo's Rock Rally. Ze stranden er in de halve finale. Twee jaar later nam de band opnieuw deel aan Belgiës belangrijkste rockwedstrijd en deze keer met meer succes. Ze Noiz won de editie van 1988. Het podium werd vervolledigd door The Romans en The B-Tunes (met de gebroeders Mosuse, later The Radios).
Het was een jaar wachten op een eerste resultaat, maar in de lente van 1989 verscheen de eerste single “She’s Alright”, geproduceerd door de Nederlander Allard Jolles, bekend van Claw Boys Claw en L’Attentat. Het nummer werd een bescheiden radiohit en haalde nr. 2 in De Afrekening van Studio Brussel.
In 1990 werd een eerste lp/cd uitgebracht, “Thy Will Be Done”, onder het label G-Rox-P, een experiment van PIAS. Singles uit dit album waren “G.G.Y.Y.” en “Hanging Down”.
Ze Noiz werd een vaste klant op verschillende Belgische festivals : Marktrock in Leuven, Neurorock, Rock Herk, Cactusfestival in Brugge, Leffingeleuren, Plesj Rock Denderleeuw.
Eind 1990 stapte bassist Frank Standaert uit de band, hij werd vervangen door Jo De Bondt, die in de jaren 80 bij de Gentse garagerockband The Mudgang actief was.
Het viertal werd uitgebreid met een bijkomende gitarist, Rik Vermeir (Golden Green, The Jones) en in 1992 bracht het Nederlandse label Indisc een tweede cd uit : “His Master’s Noiz”. Deze cd werd ondersteund door de singles “Name Of God”, “Fly In Time” en “Back”.
Na een jaar toeren stopte de band.
Zanger Bart ‘Rico’ Van den Bossche werd later bekend als schrijver. Onder het pseudoniem Bart Koubaa kreeg hij in 2001 de Vlaamse Debuutprijs voor zijn roman “Vuur”.
Gitarist Zaman werd producer van beginnende groepjes zoals Eden en Looplizard. Hij produceerde albums voor Walter en Golden Green.
In 2004 werden aantal reünieconcerten gegeven, evenwel zonder frontman Bart Van den Bossche. Jo Smeets (Sweater) nam daarop de vocals voor zijn rekening.

## Discografie
- She’s Alright (1989, single, Green Records)
- The Will Be Done (1990, lp/cd, G-Rox-P)
- G.G.Y.Y. (1990, single, G-Rox-P)
- Hanging Down (1990, single, G-Rox-P)
- His Master’s Noiz (1992, cd, Indisc)
- Name Of God (1992, single, Indisc)
- Fly In Time (1992, single, Indisc)
- Back (1992, single, Indisc)
- The Curtain (1993, live mini-cd, Liquid)

## Leden
- Bart Van den Bossche (zang)
- Frank ”Zaman” Haelman (gitaar)
- Frank Standaert / Jo De Bondt (bas)
- Hans De Cock (drums)
- Rik Vermeir (gitaar).